# Апасов, Виталий Иванович
 Виталий Иванович Апасов (5 октября 1970, Майкоп, Краснодарский край — 1 января 1995, Грозный) — командир 4-й мотострелковой роты 2-го мотострелкового батальона 131-й отдельной Краснодарской Краснознамённой орденов Кутузова и Красной Звезды казачьей мотострелковой бригады, капитан. Кавалер двух орденов Мужества (1995 посмертно, 2000).

## Биография
Родился 5 октября 1970 года в Майкопе Адыгейской АО. В 1987 году окончил Казанское суворовское военное училище.
В Вооруженных Силах с августа 1987 г.
- 08.1987—07.1991 курсант Бакинского высшее общевойсковое командное училища ЗакВО
- 08.1991 — 03. 1992 г. командир мотострелкового взвода 163 гв. мотострелкового полка 30 гв. мотострелковой дивизии
- 03.1992 г. 10.1992 командир мотострелкового взвода 102 мотострелкового полка 150 мотострелковой дивизии 49-й общевойсковой армии СКВО
- 1992 — 10.1994 командир мотострелкового взвода 131 отдельной мотострелковой бригады 49 0А
- 10.1994 —1.1.1995 Командир 4-й мотострелковой роты 131-й отдельной мотострелковой бригады 67-го армейского корпуса СКВО.

Принимал участие в боевых действиях на территории Чеченской Республики. с 9.12.1994 г.
Пропал без вести 01.01.1995 г. в г. Грозный.
Награжден двумя орденами Мужества (одним — посмертно).
Из представления к награждению:

Апасов Виталий Иванович с 9 декабря 1994 года принимал участие в выполнении боевой задачи по разоружению незаконных бандформирований на территории Чеченской республики. В условиях, сопряженных с риском для жизни, проявлял отвагу и мужество. Действуя в составе второго штурмового отряда в городе Грозном, пропал без вести 1 января 1995 года.
Второй штурмовой отряд попал в засаду при выдвижении к железнодорожному вокзалу, на поле боя тело капитана АПАС0ВА В. И. не было обнаружено.
Решением Майкопского городского суда от 24 враля 2000 года, вступившего в силу 6 марта 2000 года объявлен умершим.
ВЫВОД: За мужество и отвагу, проявленные при выполнении боевой задачи, достоин на— 
Решением Майкопского городского суда объявлен умершим.

## Семья
- Отец — Иван Павлович Апасов
- Мать — Апасова
- Жена — Жена Апасова
- Дочь — Екатерина Витальева

## Память

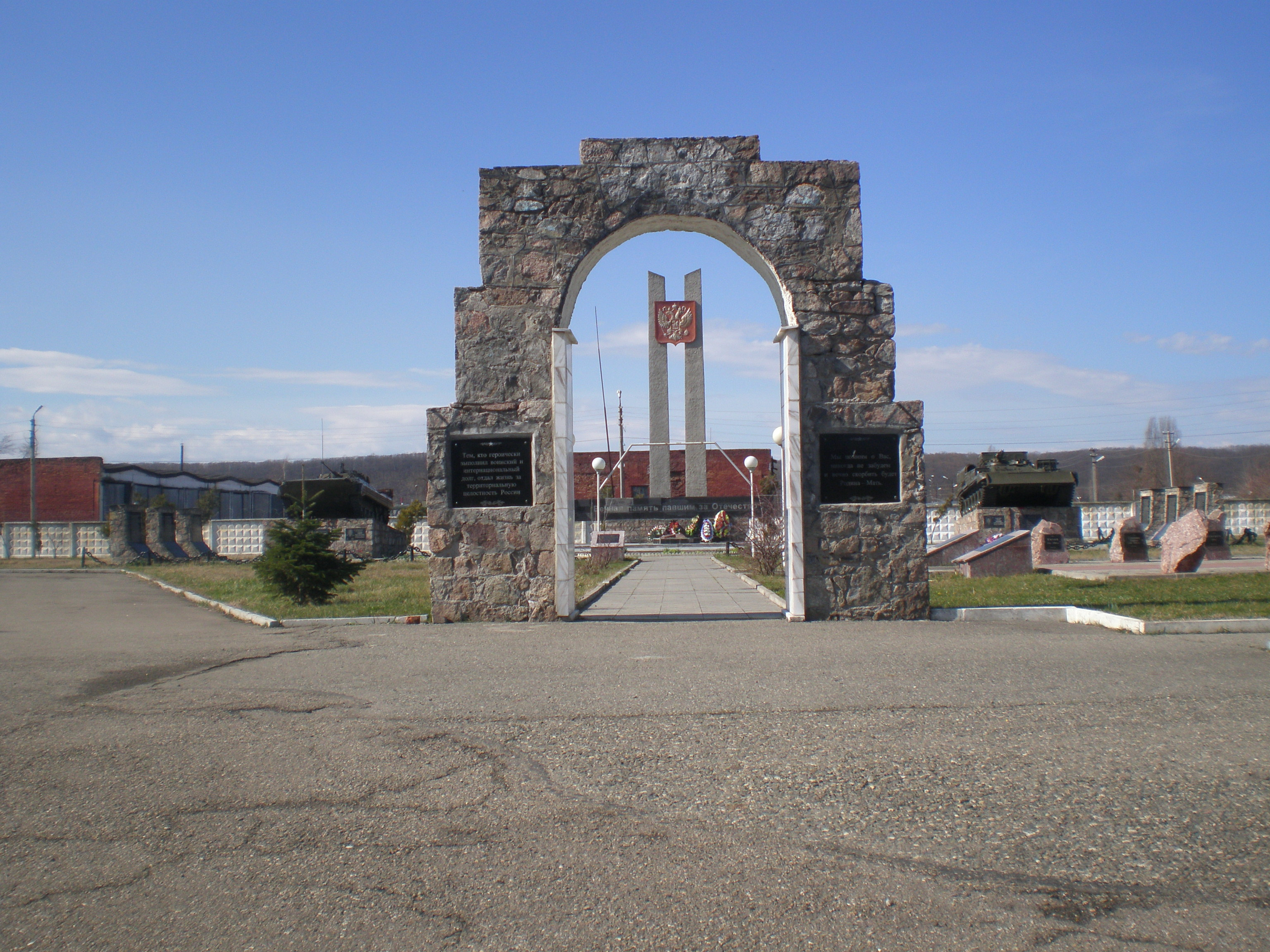
Мемориал воинам, павшим в локальных конфликтах, Майкоп

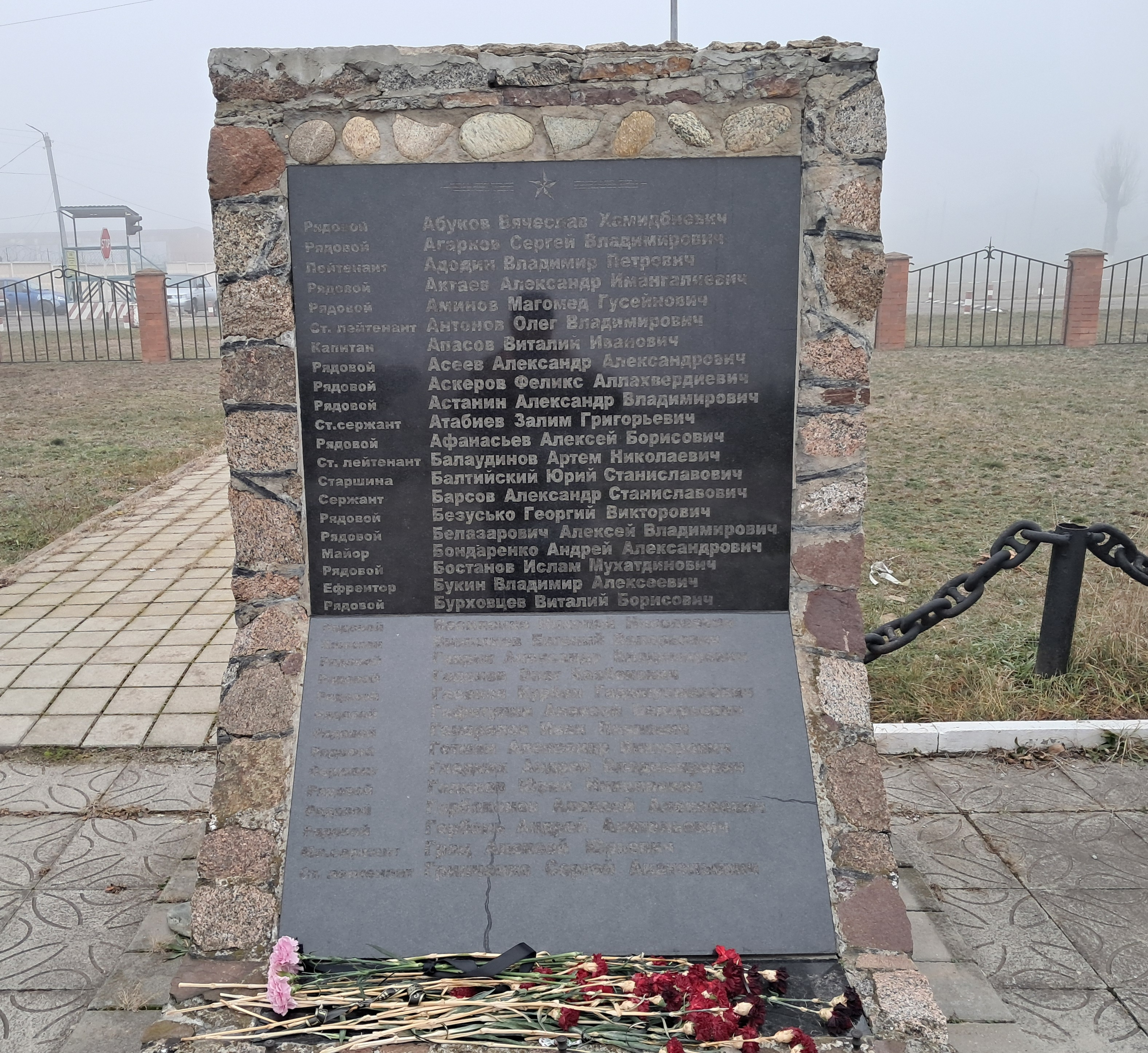
1-й пилон, где увековечен воин

- 2 января в Адыгее Законом республики установлен День памяти воинов, погибших в локальных конфликтах[2];

В Майкопе воздвигнут Мемориал воинам, павшим в локальных конфликтах (Майкоп) и установлена мемориальная доска, погибшим воинам. Каждый год 2-го января на мемориале проводится торжественно-траурная перекличка погибших воинов.